# Услышьте мою песню
«Услышьте мою песню» — кинофильм, который был основан на реальных событиях.

## Сюжет
Фильм рассказывает о Микки О’Ниле, который пытается восстановить финансовое положение своего ночного клуба и стремится пригласить на гастроли знаменитого ирландского тенора Джозефа Локе. После проведения серии неудачных концертов (включая приглашение Фрэнка Цинатры, выдающего себя за Синатру), он приглашает некоего мистера Икс, который выдаёт себя за Джо Локе и заявляет, что не желает выступать под своим именем из-за проблем с законом: «Локе» утверждает, что покинул Англию, скрываясь от уплаты налогов. Все надежды О’Нила рухнули после уличения мистера Икс в мошенничестве. О’Нил едет в Ирландию, находит настоящего Джозефа Локе, и приглашает его выступать в собственном клубе.

## В ролях
- Нед Битти
- Джеймс Несбитт — Финтан О’Доннелл

## Награды
Фильм был номинирован на Золотой Глобус (Лучший сценарий), получил ещё четыре номинации и две кинопремии.